# NGC 7032
NGC 7032 је спирална галаксија у сазвежђу Паун која се налази на NGC листи објеката дубоког неба.
Деклинација објекта је - 68° 17' 15" а ректасцензија 21h 15m 22,9s. Привидна величина (магнитуда) објекта NGC 7032 износи 12,9 а фотографска магнитуда 13,6. NGC 7032 је још познат и под ознакама ESO 74-26, IRAS 21109-6829, PGC 66427.